# Lluís Tur i Palau
Lluís Tur i Palau (Eivissa, 19 d'octubre de 1861 - Madrid, 1944) fou un militar i polític eivissenc, pertanyent a una família de la noblesa de l'illa i germà del polític conservador Pere Tur i Palau i del General Joan Tur i Palau.
Fou tinent coronel d'artilleria, condecorat en la guerra del Marroc, i arribà a governador civil de les províncies de Sevilla, Badajoz i Pontevedra. També fou elegit diputat per Eivissa pel Partit Conservador a les eleccions generals espanyoles de 1907, 1914 i 1920. Més tard fou nomenat secretari de la Reial Societat Geogràfica d'Espanya. Declarat fill il·lustre de la ciutat per l'Ajuntament d'Eivissa, el seu retrat penja a la sala dels fills il·lustres de l'Ajuntament, antic convent dels dominics.